# Hertha Cárdenas
Herta Lilian Cárdenas  Menacho (21 de abril de 1933 - 17 de  marzo de 2016) fue una actriz de cine, teatro y televisión peruana. 
Estuvo presente en obras de teatro como Bernardo, Arsénico y encaje antiguo, Carmín, el musical y Bernarda: odio, sexo y locura; en numerosas series y telenovelas; y en una película. Trabajó junto a Michel Gómez en la telenovela La rica Vicky como Conchita, tía de la protagonista Vicky (Virna Flores) y en la exitosa serie ¡Qué buena raza! como la abuelita Clementina del Prado. También formó parte del elenco de Los Del Solar, y más recientemente apareció en el episodio "Valiente amor" y serie Al fondo hay sitio.
Herta Cárdenas falleció el 17 de marzo de 2016 a los 83 años.